# Louis Wolffberg
Louis Wolffberg (ur. 20 grudnia 1856 w Szczecinie, zm. 1932) – niemiecki lekarz okulista.
Studiował w Królewcu, Monachium, Erlangen, Gdańsku i Paryżu, doktorem medycyny został w 1882 roku. Następnie specjalizował się w okulistyce u Jacobsona w Królewcu. Od 1881 roku u Schnellera w Gdańsku, od 1882 do 1883 u Sattlera w Erlangen i w 1884 u Meyera w Paryżu. Od 1887 roku prowadził klinikę okulistyczną Jany’ego we Wrocławiu. W 1897 roku założył czasopismo „Wochenschrift fuer Therapie und Hygiene des Auges”.

## Wybrane prace
- Relieftafeln zur Prüfung der Sehschärfe, zur Controlle der Beleuchtungsintensität und zu diagnostischen Zwecken. Breslau, 1889
- Ueber Statistik von Augenkrankheiten, nebst einem Schema über die Lidkrankheiten
- Ueber Lidrandleiden u.Seifenbehandlung, ein Beitrag zur Hygiene der Augen. Breslau, 1890
- Der quantitative Farbensinn bei Unfall-Nerven-Krankheiten. Neurologisches Centralblatt, 1892
- Ueber die Functionsprüfungen des Auges (A. f. A.)
- Buchstaben-, Zahlen- und Bildertafeln zur Sehschärfeprüfung nebst einer Abhandlung über die Sehschärfe. Breslau, 1892
- Objective Augen-Symptome der Neurasthenie. Klin. Mtsbl. f. Augenheilk., 1894
- Diagnost. Farben-Apparat. Bieslau, 1894
- Ueber die diagnost. Bedeutung der Augenfunctionsprüfungen. Beitr. z. Augenheilk. 17, 1895